# Olympische Geschichte Eswatinis
Die olympische Geschichte Eswatinis beginnt in den 1970er Jahren.

Logo der EOCGA

Das NOK Eswatinis (bis 2018 Swasiland), die Eswatini Olympic and Commonwealth Games Association (EOCGA), wurde 1971 gegründet. 1972 nahm Swasiland erstmals an Olympischen Sommerspielen teil. Swasiland beteiligte sich 1976 an dem Boykott afrikanischer Länder und blieb den Spielen von Montreal fern. Auch an den Spielen 1980 in Moskau nahm das Königreich nicht teil. Erst seit 1984 wurden wieder Athleten zu allen Sommerspielen geschickt. 1992 nahmen zum ersten und bislang einzigen Mal Sportler aus Swasiland an Winterspielen teil. Medaillen konnten Sportler aus Eswatini bislang nicht gewinnen.

## Übersicht

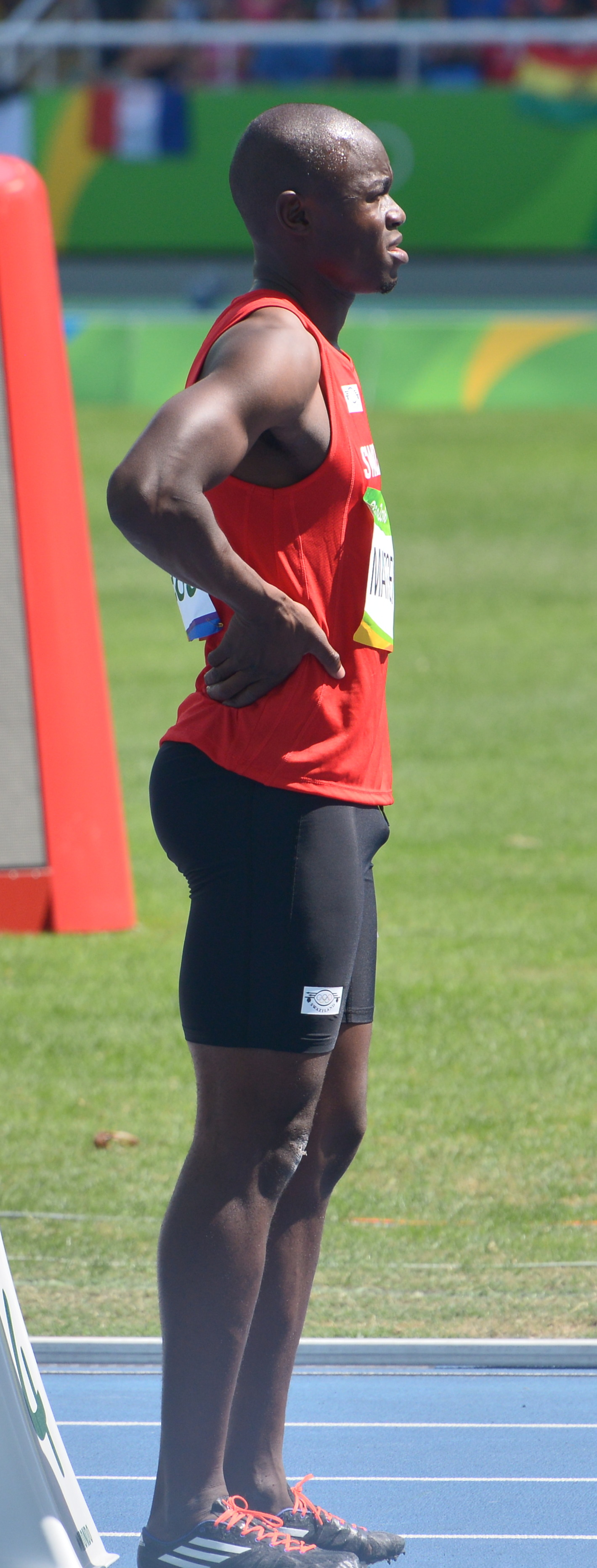
Sibusiso Matsenjwa vor dem Start des 200-Meter-Vorlaufes 2016

Das olympische Debüt Swasilands fand 1972 in München statt. Ein Leichtathlet und ein Sportschütze bildeten die erste Olympiamannschaft des Landes. Der Sportschütze Philip Serjeant war am 27. August 1972 der erste Olympionike. Das Land folgte den Boykottaufrufen der afrikanischen Länder bzw. der USA und blieb den Spielen von Montreal 1976 und Moskau 1980 fern.
1984 in Los Angeles war Swasiland dann wieder bei Olympischen Spielen vertreten. In der Folgezeit wurden Sportler des Landes zu allen folgenden Sommerspielen entsandt, blieben aber erfolglos. 1984 traten erstmals Sportler im Boxen, Schwimmen und Gewichtheben an. Die Schwimmerin Daniela Menegon war 1996 in Atlanta die erste Frau des Landes bei Olympischen Spielen. 2000 in Sydney kam ein Taekwondoin zum Einsatz.
Bei den Winterspielen 1992 in Albertville nahm erstmals ein Wintersportler aus Swasiland im Alpinen Skisport teil.

## Übersicht der Teilnehmer

### Sommerspiele
| Jahr      | Athleten           | Athleten           | Athleten           | Sportarten         | Sportarten         | Sportarten         | Sportarten         | Sportarten         | Sportarten         | Medaillen          | Medaillen          | Medaillen          | Medaillen          | Medaillen          |
| Jahr      | Gesamt             |                    |                    |                    |                    |                    |                    |                    |                    |                    |                    |                    | Medaillen – Gesamt | Rang               |
| --------- | ------------------ | ------------------ | ------------------ | ------------------ | ------------------ | ------------------ | ------------------ | ------------------ | ------------------ | ------------------ | ------------------ | ------------------ | ------------------ | ------------------ |
| 1896–1968 | nicht teilgenommen | nicht teilgenommen | nicht teilgenommen | nicht teilgenommen | nicht teilgenommen | nicht teilgenommen | nicht teilgenommen | nicht teilgenommen | nicht teilgenommen | nicht teilgenommen | nicht teilgenommen | nicht teilgenommen | nicht teilgenommen | nicht teilgenommen |
| 1972      | 2                  | 2                  | 0                  |                    |                    | 1                  | 1                  |                    |                    |                    |                    |                    |                    |                    |
| 1976–1980 | nicht teilgenommen | nicht teilgenommen | nicht teilgenommen | nicht teilgenommen | nicht teilgenommen | nicht teilgenommen | nicht teilgenommen | nicht teilgenommen | nicht teilgenommen | nicht teilgenommen | nicht teilgenommen | nicht teilgenommen | nicht teilgenommen | nicht teilgenommen |
| 1984      | 8                  | 8                  | 0                  | 3                  | 1                  | 3                  |                    | 1                  |                    |                    |                    |                    |                    |                    |
| 1988      | 8                  | 11                 | 0                  | 2                  | 2                  | 5                  |                    | 2                  |                    |                    |                    |                    |                    |                    |
| 1992      | 11                 | 6                  | 0                  | 1                  |                    | 5                  |                    |                    |                    |                    |                    |                    |                    |                    |
| 1996      | 6                  | 5                  | 1                  | 1                  |                    | 4                  |                    | 1                  |                    |                    |                    |                    |                    |                    |
| 2000      | 6                  | 4                  | 2                  | 1                  |                    | 2                  |                    | 2                  | 1                  |                    |                    |                    |                    |                    |
| 2004      | 3                  | 2                  | 1                  |                    |                    | 2                  |                    | 2                  |                    |                    |                    |                    |                    |                    |
| 2008      | 4                  | 2                  | 2                  |                    |                    | 2                  |                    | 2                  |                    |                    |                    |                    |                    |                    |
| 2012      | 3                  | 2                  | 1                  |                    |                    | 2                  |                    | 1                  |                    |                    |                    |                    |                    |                    |
| 2016      | 2                  | 1                  | 1                  |                    |                    | 2                  |                    |                    |                    |                    |                    |                    |                    |                    |
| 2020      | 4                  | 3                  | 1                  | 1                  |                    | 1                  |                    | 2                  |                    |                    |                    |                    |                    |                    |
| 2024      | 3                  | 2                  | 1                  |                    |                    | 1                  |                    | 2                  |                    |                    |                    |                    |                    |                    |
| Gesamt    | Gesamt             | Gesamt             | Gesamt             | Gesamt             | Gesamt             | Gesamt             | Gesamt             | Gesamt             | Gesamt             | 0                  | 0                  | 0                  | 0                  |                    |

### Winterspiele
| Jahr      | Athleten           | Athleten           | Athleten           | Sportarten         | Medaillen | Medaillen | Medaillen | Medaillen          | Medaillen |
| Jahr      | Gesamt             |                    |                    |                    |           |           |           | Medaillen – Gesamt | Rang      |
| --------- | ------------------ | ------------------ | ------------------ | ------------------ | --------- | --------- | --------- | ------------------ | --------- |
| 1924–1988 | nicht teilgenommen | nicht teilgenommen | nicht teilgenommen | nicht teilgenommen |           |           |           |                    |           |
| 1992      | 1                  | 1                  | 0                  | 1                  |           |           |           |                    |           |
| 1994–2022 | nicht teilgenommen | nicht teilgenommen | nicht teilgenommen | nicht teilgenommen |           |           |           |                    |           |
| Gesamt    | Gesamt             | Gesamt             | Gesamt             | Gesamt             | 0         | 0         | 0         | 0                  |           |

## Liste der Medaillengewinner

### Goldmedaillen
Bislang (Stand August 2024) keine Goldmedaillen.

### Silbermedaillen
Bislang (Stand August 2024) keine Silbermedaillen.

### Bronzemedaillen
Bislang (Stand August 2024) keine Bronzemedaillen.